# جريمة نقل عدوى الإيدز
جريمة نقل عدوى الإيدزوهو التعمّد في نقل العدوى أو انتقالها بسبب تهورٍ من شخص حامل للفيروس ويعلم به إلى شخص سليم أو عن طريق الحقن بالفيروس.
قامت الجمعية الوطنية لحقوق الإنسان بإعداد مسودة مشروع نظام مرضى متلازمة العوز المناعي المكتسب (الإيدز) للتأكيد على حقيقة أنه يجب التعامل مع حامل فيروس الإيدز على أنه مريض تجب مساندته لكي يتغلب على هذا المرض أو على أقل تقدير مساعدته أن يتعايش معه، ومن ثم فالشخص المصاب لا ينبغي النظر إليه على أنه مجرم يجب مطاردته، بل ينبغي اعتباره مريضًا يستحق رعاية المجتمع وحمايته . واوضحت النصوص الدولية الصادرة عن جمعيات حقوق الإنسان، ومعايير العمل الدولية. تدعو هذه النصوص – في الجملة - إلى حماية الأشخاص المصابين بهذا الفيروس، وتقر لهم الحق في عدم التمييز، والحق في الحياة والبقاء والنمو، واحترام الحياة الخاصة، وحرية الرأي والتعبير، والعمل، والزواج وتكوين الأسرة شريطة عدم تعريض غيرهم للمرض. وتضمن المشروع أيضًا الالتزامات التي تقع على عاتق الجهات الحكومية لمكافحة مرض الإيدز. ثمّة قوانين في بعض البلدان، بما في ذلك بعض الولايات الأمريكية، تُجرّم نقل فيروس نقص المناعة البشرية، وتسمى هذه العدوى بانتقال فيروس نقص المناعة البشرية الجنائي.
اغلب القوانين في اغلب دول العالم جرمت نقل عدوى الإيدز عمداً ولكن في بعض الدول لا يوجد نصوص قانونية واضحة تحاسب نقل العدوى عمدا بحد ذاته ولكن تعتمد المحاكمة على الحاق الأذى العمد بالضحية .ولذلك فان قانون العقوبات وتكييف جريمة نقل العدوى بمرض الإيدز قصدا على أنها جريمة قتل أو إيذاء بحسب طبيعة الحال وتقدير القاضي وتكيفه للوقائع، . وعليه يمكن تطبيق نصوص قانون العقوبات على الفعل لكن تكييف الجريمة وفي ظل عدم وجود نص خاص أو أي سوابق قضائية، يظل أمر التكييف رهن تطبيق الواقع وإعمال سلطة القاضي في حدود نصوص قانون العقوبات التي لا يجوز التوسع في تفسيرها أو القياس عليها.

## وصلات إضافية
- Criminal Transmission of HIV - list of notable cases
- HIV and the criminal law (International resource from NAM)
- Criminal HIV Transmission Research Project Tops 100 Online Profiles
- HIV-Positive Spitter Sentenced to 13 Years
- Information concerning a number of European countries
- Information concerning England and Wales
- More information concerning England and Wales
- Canadian HIV/AIDS Legal Network
- HIV & AIDS Legal Clinic (Ontario)Canada
- The Center for HIV Law & Policy نسخة محفوظة 22 أكتوبر 2010 على موقع واي باك مشين. - Positive Justice Project
- NAM Aids Map - Transmission of HIV as a criminal offence
- WHO technical consultation - A report by the منظمة الصحة العالمية on Criminalizing HIV Transmission
- Keele University Research Institute for Law, Politics and Justice - The legal, political and social problems associated with HIV were discussed at a seminar series at جامعة كيلي in 2005/6.

قالب:Sexual ethics
قالب:AIDS